# Championnat de France de rugby à XV 1895-1896
Navigation
1894-1895 1896-1897

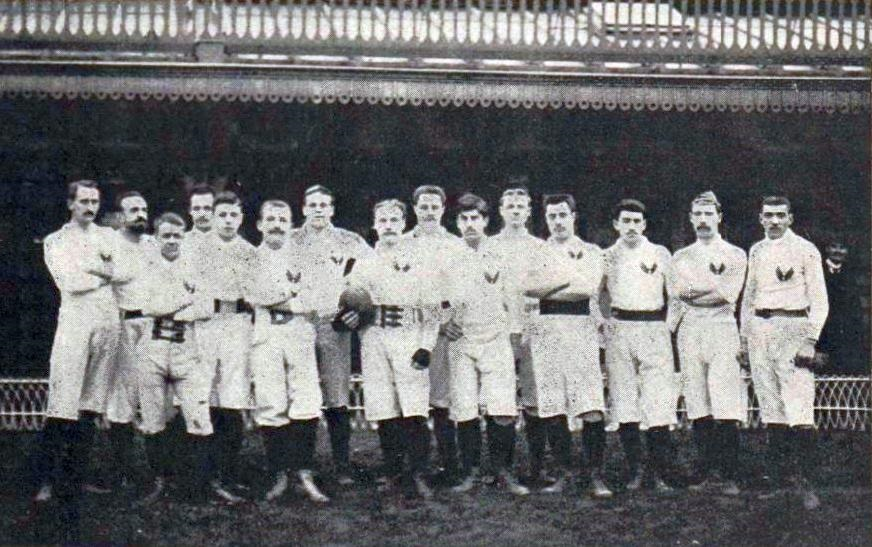
L'Olympique de Paris en décembre 1895.

La cinquième édition du championnat interclubs de football-rugby de l'USFSA eût lieu lors de la saison 1895-1896. 
Il est remporté par l'Olympique qui vainquant le Stade français lors d'un match de départage pour la première place du championnat considéré aujourd'hui comme une finale.

## Participants
Le championnat est, ainsi, disputé par cinq clubs parisiens :
- Stade français (champion 1895)
- Cosmopolitan club
- Olympique
- Racing Club de France
- Union sportive de l'Est

## Organisation
Pour cette édition du championnat de France, les clubs parisiens s'affrontent sur une base de 4 rencontres sur les terrains du Stade français (Terrain de Bécon-les-Bruyères, Courbevoie) et du Racing CF (Pelouse du parc Collanges, Levallois-Perret) donnant un classement final.
Le classement est défini de la manière suivante : 2 points pour une victoire, 1 point pour un nul et aucun pour une défaite.

## Classement et matchs
Le Championnat de France est initialement prévu du 9 février au 29 mars 1896 sur un total de 8 journées. 
Lors de la dernière journée, l'Olympique et le Racing s'affronte. Si les ciels et blancs remportent le match, ils sont sacrés champions de France. Or, si l'Olympique remporte la partie, ils seront à l'égalité du Stade français de 6 points et un match sera prévu pour les départager. 

### Classement
| no | Club              | Pts | J | V | N | D | Pp. | Pc. |
| -- | ----------------- | --- | - | - | - | - | --- | --- |
| 1  | Olympique         | 6   | 4 | 3 | 0 | 1 | 48  | 7   |
| -  | Stade français T  | 6   | 4 | 3 | 0 | 1 | 30  | 6   |
| 3  | Racing CF         | 5   | 4 | 2 | 1 | 1 | 34  | 22  |
| 4  | Cosmopolitan Club | 3   | 4 | 1 | 1 | 2 | 15  | 3   |
| 5  | US de l'Est       | 0   | 4 | 0 | 0 | 4 | 3   | 79  |

### Matchs
| Date            | Club 1            | Score  | Club 2            | Lieu                                        |
| --------------- | ----------------- | ------ | ----------------- | ------------------------------------------- |
| 9 février 1896  | Stade français    | 0 - 3  | Racing CF         | Terrain de Bécon-les-Bruyères, Courbevoie   |
| 16 février 1896 | Cosmopolitan Club | 17 - 3 | US de l'Est       | Terrain de Bécon-les-Bruyères, Courbevoie   |
| 23 février 1896 | Stade français    | 17 - 0 | US de l'Est       | Terrain de Bécon-les-Bruyères, Courbevoie   |
| 1er mars 1896   | Racing CF         | 0 - 0  | Cosmopolitan Club | Pelouse du parc Collanges, Levallois-Perret |
| 8 mars 1896     | Stade français    | 5 - 0  | Olympique         | Pelouse du parc Collanges, Levallois-Perret |
| 15 mars 1896    | Olympique         | 12 - 0 | Cosmopolitan Club | Terrain de Bécon-les-Bruyères, Courbevoie   |
| 15 mars 1896    | Racing CF         | 28 - 3 | US de l'Est       | Pelouse du parc Collanges, Levallois-Perret |
| 22 mars 1896    | Stade français    | 8 - 0  | Cosmopolitan Club | Terrain de Bécon-les-Bruyères, Courbevoie   |
| 22 mars 1896    | Olympique         | 19 - 0 | US de l'Est       | Pelouse du parc Collanges, Levallois-Perret |
| 29 mars 1896    | Olympique         | 17 - 3 | Racing CF         | Pelouse du parc Collanges, Levallois-Perret |

## Match final
| no | Club              | Pts | J | V | N | D | Pp. | Pc. |
| -- | ----------------- | --- | - | - | - | - | --- | --- |
| 1  | Olympique         | 8   | 5 | 4 | 0 | 1 | 60  | 7   |
| 2  | Stade français T  | 6   | 5 | 3 | 0 | 2 | 30  | 18  |
| 3  | Racing CF         | 5   | 4 | 2 | 1 | 1 | 34  | 22  |
| 4  | Cosmopolitan Club | 3   | 4 | 1 | 1 | 2 | 15  | 3   |
| 5  | US de l'Est       | 0   | 4 | 0 | 0 | 4 | 3   | 79  |

L'Olympique, sous la conduite de son capitaine anglais Thomas Fuller Potter, se détache irrésistiblement en seconde période et s'impose par deux essais transformés et un tenu. Jean-Baptiste Charcot est enfin sacré champion de France après avoir échoué en finale l'année précédente.
| Dimanche 5 avril 1896 14h | Olympique                                                       | 12 - 0 (0 - 0) | Stade français | Vélodrome, Courbevoie Arbitre : Paul Lejeune |
| Dimanche 5 avril 1896 14h | Essai(s) : Carcy (2) et (1 tenu) Transformation(s) : Potter (2) |                |                | Vélodrome, Courbevoie Arbitre : Paul Lejeune |
| Dimanche 5 avril 1896 14h |                                                                 |                |                | Vélodrome, Courbevoie Arbitre : Paul Lejeune |

## Fait marquant
Il aura fallu vingt ans pour que le rugby descende du Havre à Toulouse, en passant par Paris et Bordeaux. Ce jour-là, le 2 février 1896, l'Occitanie est en émoi[Quoi ?].
Sur les bords de la Garonne, l'UAL Toulouse reçoit le Stade bordelais. 6000 spectateurs ont envahi le terrain de la prairie des Filtres où se dispute la rencontre entre les deux grandes villes du Sud-Ouest. Aucun autre match n'a obtenu un tel succès populaire. Avec ses Anglais, le Stade bordelais fait figure de favori, mais les Toulousains compensent leur manque de gabarit par une débordante activité.
A la fin du temps règlementaire, rien n'est marqué. Les deux capitaines demandent une prolongation. L'arbitre l'accorde. Mais le public, n'y tenant plus, envahit le terrain pour féliciter les acteurs de ce derby.